# Целеюв (Люблінське воєводство)
Целеюв (пол. Celejów) — село в Польщі, у гміні Вонвольниця Пулавського повіту Люблінського воєводства.
Населення — 488 осіб (2021).

## Демографія
Демографічна структура станом на 31 березня 2011 року:
|          | Загалом | Допрацездатний вік | Працездатний вік | Постпрацездатний вік |
| -------- | ------- | ------------------ | ---------------- | -------------------- |
| Чоловіки | 296     | 34                 | 215              | 47                   |
| Жінки    | 299     | 57                 | 146              | 96                   |
| Разом    | 595     | 91                 | 361              | 143                  |